# Dua Lipa
Dua Lipa는 영국의 가수 두아 리파의 데뷔 정규음반이다. 2017년 6월 2일에 워너 브라더스 레코드 레이블을 통하여 발매되었다. 영국 앨범 차트 3위 음반이자, 영국 축음기 협회(BPI) 인증 플래티넘 등급 음반이다.